# Deronectes hispanicus
Deronectes hispanicus är en skalbaggsart som först beskrevs av Wilhelm Gottlob Rosenhauer 1856.  Deronectes hispanicus ingår i släktet Deronectes och familjen dykare. Inga underarter finns listade i Catalogue of Life.